# 帰郷 (1964年の映画)
帰郷（ききょう）は、大佛次郎の同題小説の二度目の映画化。西河克己監督、森雅之・吉永小百合主演。日活製作。1964年8月14日公開。カラー。日活スコープ。97分。　

## 梗概
原作の第二次大戦時のインドシナをキューバ革命に変えている。父と娘が金閣寺で会う場面も奈良の法隆寺に変えている。最後は父が羽田空港からキューバへ帰る場面で終わっている。

## スタッフ
- 企画...............山本武
- 監督...............西河克己
- 助監督...............白鳥信一
- 脚色................馬場当 西河克己
- 原作...............大仏次郎
- 撮影................横山実
- 音楽................　池田正義
- 美術................佐谷晃能

## キャスト
- 守屋恭吾 ................森雅之
- 守屋伴子................吉永小百合
- 守屋節子 ................高峰三枝子
- 隠岐達三................芦田伸介
- 岡部雄吉................高橋英樹
- 高野左衛子................渡辺美佐子
- 牛木剛 ................玉川伊佐男
- 岡村俊樹................檀太郎
- 編集長................森塚敏

## DVD
- DVDマガジン「吉永小百合・私のベスト２０・第6号・帰郷」講談社、2015

## 同時上映
- 『海賊船 海の虎』